# Абдулкарим-бий
Абдулкарим-бий или Абдукарим-бий (1701 — 1750) — третий правитель из узбекской династии Мингов в Кокандском ханстве, правящий с 1734 года.
Абдукарим-бий был младшим братом Абдурахим-бия, наследовавшим в 1734 году власть в Кокандском ханстве после его смерти.
В 1740 году он приказал обвести новой стеной Коканд, что позже помогло при обороне города от нашествия джунгар.
В 1740 году спасаясь от джунгар к Абдукарим-бию бежал со всеми близкими один из великих казахских биев Толе би. Вождь джунгар Галдан-Цэрен требовал выдать его,
однако Абдукаримбий прогнал джунгарских послов.
В 1745—1747 годах Кокандское ханство подверглось агрессии джунгар, которые захватили Ош, Андижан, Маргилан и осадили Коканд. В критический момент Абдурахим-бий проявил талант военного организатора. Враг был отброшен от столицы.
Джунгарская агрессия нанесла значительный урон экономике страны и задержала политическую централизацию государства.
После смерти Абдулкарим-бия правителями Кокандского ханства на кратковременные периоды поочерёдно провозглашаются малолетний сын Абдулкарим-бия Абдурахман-бий (1750—1751), сын Абдурахим-бия Ирдана-бий (1751—1752) и сын Абдулкарим-бия, который был заложником и находился под влиянием джунгар, Баба-бий (1752—1753). В 1753 году Баба-бий был убит в результате произошедшего восстания и правителем страны на второй раз был выбран Ирдана-бий (1753—1770).